# Marina Kačar
Marina Kačar (serbisch-kyrillisch Марина Качар, en: Marina Kachar; * 15. Juli 1992) ist eine ehemalige serbische Tennisspielerin.

## Karriere
Kačar spielte vorrangig auf der ITF Women’s World Tennis Tour, wo sie einen Titel im Einzel gewinnen konnte.
2013 qualifizierte sie sich für das Hauptfeld im Dameneinzel des mit 25.000 US-Dollar dotierten ITF Women’s Tournament La Marsa, wo sie in der erssten Runde gegen Anne Schäfer mit 3:6 und 2:6 verlor. Ende Juni konnte sie ihr erstes und einziges ITF-Turnier in Prokuplje gewinnen.
2014 qualifizierte sie sich für das Hauptfeld im Dameneinzel der mit 25.000 US-Dollar dotierten Schönbusch Open, wo sie mit Siegen über Zuzana Luknárová und Tayisiya Morderger das Viertelfinale erreichte, dort aber gegen Ekaterine Gorgodse mit 5:7 und 3:6 verlor.
2015 erreichte sie Mitte Juni das Finale im Einzel des mit 10.000 US-Dollar dotierten ITF-Turniers in Banja Luka, wo sie im Finale mit 4:6, 6:2 und 5:7 gegen Tamara Zidanšek verlor.
2016 qualifizierte sie sich für das Hauptfeld im Dameninzel der mit 50.000 US-Dollar dotierten Naturtex Women’s Open, wo sie mit einem 6:4 und 6:4 Sieg über Vanda Lukács das Achtelfinale erreichte, dort aber mit 0:6 und 2:6 gegen Jesika Malečková verlor. Im Doppel erreichte sie an der Seite ihrer Partnerin Milana Špremo mit Siegen über Anna Bondár und Elena-Gabriela Ruse sowie Alexandra Cadanțu-Ignatik und Arantxa Rus das Halbfinale, wo die beiden dann gegen Cristina Dinu und Lina Gjorcheska mit 0:6 und 3:6 verloren.
2017 qualifizierte sie sich im Juni für das Hauptfeld im Dameneinzel der mit 25.000 US-Dollar dotierten Bredeney Ladies Open, wo sie in der ersten Runde gegen Katharina Gerlach knapp in drei Sätzen mit 6:2, 5:7 und 6:76 verlor.

## Turniersiege

### Einzel
| Nr. | Datum         | Turnier   | Kategorie   | Belag | Finalgegnerin | Ergebnis |
| --- | ------------- | --------- | ----------- | ----- | ------------- | -------- |
| 1.  | 30. Juni 2013 | Prokuplje | ITF $10.000 | Sand  | Ema Mikulčić  | 6:4, 6:3 |

## Persönliches
Von 2021 bis 2024 studierte siean der Cardiff University und ist dort als Graduate Tutor und Research student tätig.